# The Carlyle Group
The Carlyle Group (NASDAQ: CG

) er en amerikansk multinational investeringsvirksomhed, der er baseret i Washington, D.C.. De investerer bl.a. i vækstvirksomheder, energi og fast ejendom. De har aktiver under forvaltning for 376 mia. USD.
Virksomheden blev etableret i 1987 i Washington, D.C. af William E. Conway Jr., Stephen L. Norris, David Rubenstein, Daniel A. D'Aniello og Greg Rosenbaum.